# Mordellistena hungarica
Mordellistena hungarica là một loài bọ cánh cứng trong họ Mordellidae. Loài này được Ermisch miêu tả khoa học năm 1977.